# Bernardo II de Cabrera
Bernardo de Cabrera o Bernardo II de Cabrera (Calatayud, 1298-Zaragoza, 26 de julio de 1364) fue un noble, diplomático y militar aragonés que ostentó los títulos de vizconde de Cabrera, que heredó en abril de 1328 hasta 1343, año que se lo traspasó a su primogénito y al fallecer este, volvió a ostentarlo desde 1349 hasta 1350 —año en que se lo cedió a su segundogénito— y el de vizconde de Bas en 1335, pero lo intercambió por el de Cánoves y Bell-lloc, y otra vez lo ostentó desde 1352 hasta 1354.

## Biografía

### Origen familiar y primeros años
Nacido en 1298 en Calatayud, Bernardo II de Cabrera era hijo de Bernardo I de Cabrera —que pertenecía a una rama segundona de la familia—, y de Leonor Yáñez de Aguilar (f. 1337), hija de Gonzalo Yáñez, I señor de Aguilar. La prima hermana de su padre, Marquesa de Cabrera, única hija de Giraldo VI, vizconde de Cabrera, y de Sancha de Santa Eugenia, heredó el vizcondado de Cabrera.
El abuelo, Ramón de Cabrera, e incluso el padre, Bernardo I, así como el propio Bernardo II, fueron pilares fundamentales en el gobierno desde 1278 de Marquesa de Cabrera (c. 1266-1328). Marquesa, que había casado con XXI conde Ponce V de Ampurias de quien enviudó en 1313, sobrevivió a todos sus hijos y, por dicha razón, en su testamento legó el vizcondado a Bernardo II de Cabrera, su heredero universal.
Bernardo II tuvo que enfrentarse a un matrimonio infeliz y envuelto de conflictos políticos con el rey. Sucedió a su padre en 1332 y heredó también el vizcondado de Bas en 1335 a la muerte de Hugo VI de Ampurias, otro pariente lejano, aunque lo intercambió al poco tiempo con el rey Pedro IV de Aragón por el de Cánoves y Bell-lloc.

### Carrera militar

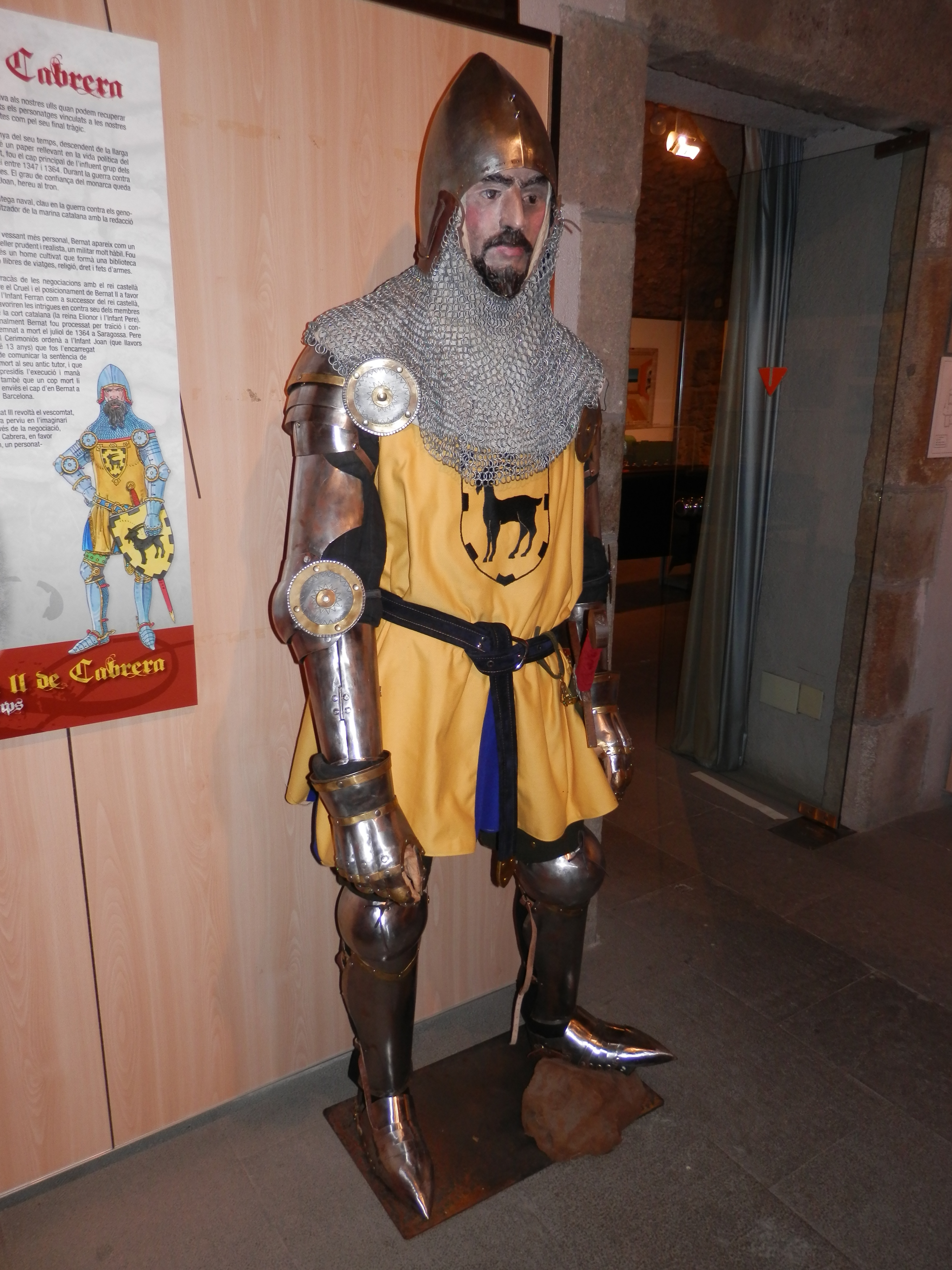
Reproducción imaginaria del vizconde Bernardo II de Cabrera en el Museo Etnológico del Montseny

Participó en las expedición aragonesa en Cerdeña contra la República de Pisa de 1323 y luego en la campaña de Mallorca, que reintegró el reino homónimo en la rama principal de la Corona de Aragón (1343). Tras ello se retiró al monasterio de San Salvador de Breda, dejando el gobierno del vizcondado a su hijo Ponce. Sin embargo, el rey Pedro IV le convirtió en su consejero en 1347, durante los conflictos civiles de la época. Durante la Guerra de la Unión (1347-1348) luchó en la batalla de Épila contra la Unión de Aragón (1348), y poco después en la batalla de Mislata contra la Unión de Valencia. Convertido en hombre de confianza del rey, fue preceptor de Juan II de Aragón y recibió de nuevo el vizcondado de Bas de manos del rey.
Regresó a Cerdeña para mandar la flota que venció a la armada genovesa en la batalla naval de Port del Comte y tomó Alguer en 1353. Posteriormente venció en la batalla de Quartu al Juzgado de Arborea, último estado sardo en resistir la conquista aragonesa (1354).
En 1354 redactó las Ordinacions del fet de la mar, que regularon la Armada Real de la Corona de Aragón.

### Guerra de los Dos Pedros
En 1356 estalló la Guerra de los Dos Pedros, entre Pedro I de Castilla y Pedro IV de Aragón, en la que Bernardo se vería envuelto. Como embajador del monarca aragonés, negoció la Paz de Deza o Paz de Terrer entre Castilla y Aragón firmada el 18 de mayo de 1361.
La guerra, aun así, continuó, y cuando Cabrera rechazó apoyar a los aliados de su rey, Enrique de Trastámara y Carlos II de Navarra, contra su común enemigo Pedro de Castilla, Cabrera cayó en desgracia. El rey castellano rechazó el acuerdo, afirmando que la muerte de Enrique y de Fernando de Aragón, hermanos del rey aragonés, era parte del mismo. Bajo la acusación de haber pretendido la muerte de aquellos, Bernardo fue decapitado en Zaragoza el 26 de julio de 1364.

## Matrimonio y descendencia
Bernardo II de Cabrera se unió en matrimonio con Timbor de Fenollet, hija de Pedro III de Fenollet, I vizconde de Illa, y de Escalamunda de Canet, I vizcondesa de Canet. El matrimonio fue problemático, viviendo ambos normalmente separados, por lo que Timbor residió en el castillo de Montclús y buscó infructuosamente durante años una anulación papal del matrimonio.
De dicho enlace nacieron al menos tres hijos:
- Ponce IV de Cabrera (1320-1349) que pasó a ser el IX vizconde de Cabrera por cesión en vida de su padre en 1343, hasta su deceso con unos 29 años de edad. Se casó con Beatriz Folc de Cardona pero no tuvieron descendientes.
- Bernardo III de Cabrera[12][13] (1325-Tordehumos, 1368),[11] al asumir el título nuevamente su padre por un período corto de tiempo al fallecer su primogénito, se lo transfirió en 1350, también en vida y en consecuencia la mayoría de las posesiones, por lo que se convirtió en el X vizconde de Cabrera hasta su muerte. Posteriormente por voluntad regia se le otorgó el título de I conde de Osona[14] en 1356 pero revertiría a la Corona en 1364. Se casó con Margarita de Foix Castellbó[11] y tuvieron cinco hijos,[15] el sucesor XI vizconde Bernardo IV de Cabrera, I conde de Módica, el segundogénito Ponce, Leonor, Juana y el menor mosén Pedro de Cabrera,[15] alcaide de los castillos de Garcimuñoz y de Iniesta.[16]
- Ramón de Cabrera[14] (n. c. 1330), padre de Pedro de Cabrera (n. c. 1368) quien se casó con Mayor Alonso Téllez y fueron padres de Alonso Téllez de Cabrera (n. Aragón, ca. 1398).[17][14]